# Popa Sandu din Iernuțeni
Popa Sandu din Iernuțeni a fost un cantor și mai apoi un preot în biserica satului Iernuțeni (mai demult Iernutfaia, Iernotfaia, Ernutfaia), o mică localitate de lângă Reghin, județul Mureș, astăzi parte a orașului. Popa Sandu a fost nominalizat de către analiștii și cercetătorii icoanelor pe sticlă, ca autor a unei anume tipologii care le diferențiază de toate celelalte lucrări care au fost fabricate în alte centre de producție de pe întreg teritoriul Transilvaniei. Icoanele pe sticlă care i s-au atribuit sunt de mari dimensiuni, au o cromatică surprinzător de vie și un desen specific ce este subordonat unei compoziții bine definite. Perioada de producție a lor a fost estimată de Juliana Fabritius-Dancu și Dumitru Dancu, între 1796 și 1808. Cercetările făcute în acest domeniu, declanșate ca urmare a apariției lucrării Pictura țărănească pe sticla din Transilvania a soților Dancu în 1975, au extins perioada până în al doilea deceniu al secolului al XIX-lea. Niciuna din icoanele care i-au fost atribuite de-a lungul timpului lui Popa Sandu nu este semnată.

## Popa Sandu sau Paternitatea icoanelor de la Iernuțeni
Icoanele de Iernuțeni sunt ușor de identificat datorită caracteristicilor compoziționale pe care le afișează, respectiv un fundal acoperit cu o abundență de foiță de aur, un format mare și o tematică restrânsă la chipurile sfinților din icoanele împărătești. Producția acestor lucrări, așa cum a precizat analista Ana Dumitran, pare că ar fi încremenit printr-o reproducere constantă a acelorași modele.
Prima mențiune documentară, care a semnalat prezența icoanelor în arealul lor de răspândire, precum și autorul lor, a fost în anul 1900, când s-a precizat că „... în biserică se află 4 icóne depinse pe sticlă în celea mai vii colori de popa Sandu la an. 1796”. Această referire îl indica de fapt, pe preotul Sandu din Joseni (Harghita), totul fiind o confuzie. Afirmația a devenit adevăratul certificat de atestare a paternității artistice a acestor lucrări. Ana Dumitran a afirmat că primul cercetător care a făcut legătura dintre Popa Sandu și localitatea Iernuțeni, astăzi parte a orașului Reghin, a fost Atanasie Popa, care nu a publicat nimic prin care să argumenteze ceva despre această asociere. El i-a comunicat informația lui Ștefan Meteș, care nici el nu a făcut uz de ea, ci a folosit-o în doar două note de subsol, spunând că „... nu se știe unde a lucrat acest zugrav preot pentru că pînă acum n-am aflat nici o altă informație despre el”.
Mențiunea lui Meteș a fost preluată de Ion Apostol Popescu. Probabil că Apostol nu a înțeles mesajul și de la o simplă identificare a unui pictor - Sandu din Iernuțeni, el l-a semnalat pe Popa Sandu din Iernuțeni, cel care ar fi autorul grupului de icoane de la Joseni - Harghita. În studiile pe care soții Dancu le-au făcut, ei au consacrat existența unei tipologii de icoane pe care le-au numit Icoane din Iernuțeni. Acest lucru nu s-a întâmplat ca urmare a unei critici a literaturii acumulate pe subiect sau a analizei unor icoane care ar fi avut semnătura lui Sandu din Iernuțeni, pe care le-ar fi comparat cu icoanele existente la Joseni. Ei au cumulat doar icoanele care s-au găsit până în 1975, care aveau același tip de datare, se încadrau perioadei de execuție și erau similare lucrărilor din Joseni.
Marius Porumb a fost cel care a oprit confuzia și a catalogat un adevărat repertoriu al așa ziselor icoane de Iernuțeni. Porumb a comparat pentru prima oară o lucrare semnată de Popa Sandu din Iernuțeni cu cele care i-au fost atribuite. El a dovedit că particularitățile stilistice ale acestuia nu se văd în niciuna din celelalte icoane. S-a întâmplat ca una din icoanele de la Joseni să ajungă în colecția Arhiepiscopiei Ortodoxe de Alba Iulia. Ea a fost publicată de Gelu-Mihai Hărdălău, însă, cu toate că în colecția de la Alba Iulia exista și o lucrare semnată de „Popp Alexandru parohul din Iornotfaia” în 1833, Hărdălău nu l-a recunoscut pe Popa Sandu din Iernuțeni. El a preferat să fie apărătorul centrului deranjat de analiza lui Marius Porumb.
Adevăratul descoperitor al lui Popa Sandu ca semnatar al icoanei din 1833 de la Alba Iulia, a fost Ioana Cristache Panait, care ar fi studiat icoana, în opinia Anei Dumitran, înainte de momentul transferului ei de la biserica Petelea, județul Mureș, în colecția Arhiepiscopiei. Doina Hopârtean a exprimat o opinie similară în momentul în care colecția arhiepiscopiei a fost publicată. Hopârtean a socotit că se afla în posesia unei dovezi care să certifice existența unui centru de producție de icoane la Iernuțeni. Cercetătorii Călin-Ovidiu Pop și Valer Pop au făcut eforturi de a acredita pentru totdeauna existența unui centru de iconari la Iernuțeni, făcând apel la fonduri arhivistice dar și să păstreze în repertoriu icoanele de tipul celor de la Joseni, Harghita.
Faptul că la Arhiepiscopia Ortodoxă de Alba Iulia a existat una din lucrările de la Joseni, de la care a plecat confuzia, și cea de la Petelea, cu presupusa semnătură a lui Popa Sandu, a ușurat munca de cercetare a tuturor icoanelor care prezentau aceeași tipologie, ele fiind prezente pe o mare arie de răspândire geografică, inclusiv pe teritoriul județului Alba. Rezultatul cercetării comparative a dus la excluderea centrului de pictură de la Iernuțeni din ecuația existenței sale, el a rămas doar la statutul limitat de atelier de pictură, considerându-se că atelierul a funcționat doar atâta timp cât Popa Sandu a trăit. Tot acest studiu a retras acestuia paternitatea icoanelor așa numite de Iernuțeni. Totul a pornit de la considerentul că unele icoane promovau de fapt imaginea reprezentării Maicii Domnului de la Nicula și celelalte, cu altă tematică, prezentau similitudini cu unele icoane de la Nicula. Această analiză a deschis o nouă cale care permite clarificarea apariției picturii pe sticlă de la Nicula. Anul 1796 a devenit un etalon în domeniu, și faptul că așa-zisele icoane de la Iernuțeni, sunt de fapt o producție compactă, anul nefiind identificat pe o icoana care s-a păstrat întîmplător, sunt mari șanse ca 1796 să fie un moment de start al activității artistice de la Nicula. Declanșarea momentului de start pare să fi fost făcut de doi pictori profesioniști, de la care s-a născut o pleiadă întreagă de ucenici.

## Afirmațiile Julianei Dancu

### Zona de răspândire
Teritoriul dintre localitățile Mureșenii Bârgăului - Seliștat (în direcția nord-sud) și Gheorghieni - Cluj - Huedin (în direcția est-vest), este o zonă în care există o răspândire istorică a unui tip de icoane pe sticlă care au fost catalogate de cercetătorii din acest domeniu, ca aparținând icoanelor Transilvaniei de nord. Acest lucru a fost afirmat datorită nu numai frecvenței existenței lor în acest spațiu geografic, ci și a concepției artistice care a stat la baza compoziției acestora. Ele reflectă în acest sens o unitate stilistică privind monumentalitatea reprezentării icoanelor cu sfinți dar și o una decorativă a cromaticii lor.

### Caracteristici
Caracteristicile principale ale acestor icoane sunt conferite de un format mare de 60 x 47 cm sau 60 x 40 cm, și un fond care folosește foița de aur pe toată suprafața lui, pe care uneori sunt presărate elemente decorative florale sub formă stelară. Tipic icoanelor de la Iernuțeni este datarea lor cu litere chirilice, fapt care se repetă uneori pe aceeași lucrare în cifre arabe. Producția de icoane de la Iernuțeni, în opinia etnografilor Juliana și Dumitru Dancu, a fost încadrată în perioada 1796 - 1808.

#### Tematica
Tematica icoanelor de aici este puțin numeroasă, se întâlnește cu precădere tema Arhanghelul Mihail, Maica Domnului cu pruncul Isus, Sfântul Nicolae, Sfânta Troiță și Isus Invățător.  Astfel de lucrări a văzut Corina Nicolescu în Biserica din Măguri, Cluj, o icoană cu Arhanghelul Mihail datată în 1796, și în biserica din Josenii Bârgăului, Bistrița-Năsăud, o lucrare cu Sfântul Nicolae datată în 1799. Cornel Irimie a menționat o icoană cu Arhanghelul Mihail și una cu Sfântul Nicolae, ambele datate în 1799, la biserica din Mureșenii Bârgăului, județul Bistrița Năsăud. Soții Dancu au corectat datarea lui Irimie pe motivul interpretării eronate a cifrelor chirilice.
Juliana Fabritius-Dancu a semnalat trei icoane la biserica Sfântul Gheorghe din Seliștat, Brașov - un Sfântul Nicolae, datat 1802, o Maică a Domnului, 1802, și un Arhanghel Mihail, nedatat. Dancu a văzut în Colecția Bidian din București, un Arhanghel Mihail identic cu cel din Seliștat, care era datat în chirilică cu anul 1802, și o Sfântă Troiță datată 1808 cu cifre arabe. La Gherla, la preotul Gavril Zob, Juliana Dancu a văzut o Sfântă Troiță într-o altă abordare compozițională datată cu litere chirilice și apoi cu cifre arabe în 1800.
Conform precizărilor soților Dancu, unul dintre primii analiști ai icoanelor de la Iernuțeni, a fost Ștefan Meteș. Acesta a identificat patru icoane similare celor menționate mai sus în Joseni, fiind datate în 1796. Ion Apostol Popescu l-a indicat pe popa Sandu din Iernuțeni, de pe valea Mureșului, ca autor al acestor tipologii de icoane. Existența lui Popa Sandu, rezultă din afirmațiile soților Dancu, a fost confirmată de tradiția locală. Bătrânii satului și preoții din satele învecinate, au afirmat că Popa Sandu picta pe sticlă, dar și pe lemn.

#### Desenul și Compoziția
Desenul icoanelor de la Iernuțeni este format exclusiv din linii curbe de grosime egală, cu curbe sigure și precise, expresive și pline de vervă spirituală.
Icoanele de la Iernuțeni au o trăsătură esențială care le deosebește de cele fabricate în alte centre din Transilvania. Este vorba despre modul în care sunt desenate urechile personajelor. Ele ies din capetele sfinților ca niște protuberanțe, fiind similare unor toarte lipite de pomeți.
Faldurile veșmintelor exprimă, prin mișcarea pe care o sugerează, o anatomie corporală elocventă. Picioarele și mâinile sunt pictate după natură, atent copiate după icoanele pictate pe lemn. Faptul că desenul a fost transpus de pe pictura pe lemn în pictura pe sticlă, se vede plenar atât prin folosirea fondului de aur, cât și în compoziție. Confirmarea acestei afirmații vine din felul cum au fost făcute aureolele și unele detalii vestimentare, vezi omoforul din icoana cu Sfântul Nicolae, cu o ornamentație cu linii punctate care dublează conturul și formează pe foița de aur, raze zigzagate sau triunghiuri.
Pentru decorarea icoanelor pictate pe lemn din secolul al XVIII-lea s-au folosit cu precădere liniile punctate. Ele apăreau ca niște punctate negre pe fondul general poleit cu aur, fiind imprimate în stratul preparativ din cretă, aplicat pe suportul de lemn. Această ornamentație, translatată la pictura pe sticlă, dar printr-un alt procedeu tehnic, relevă o fidelă imitație a picturii icoanelor pe lemn. O astfel de procedură de fabricație, pare să se fi folosit doar la icoanele care au fost fabricate înainte de anul 1800. După acest an, ornamentația cu linii punctate dispare, icoanle relevând un desen mult mai simplificat, cu multiple abrevieri stilistice.

#### Cromatica
Caracteristic acestor icoane este o cromatică în care fondul este fabricat cu preponderență cu foiță de aur strălucitoare, secondat de un ton bleu-gri deschis pentru a putea fi evaluată ierahia luminozității în economia spațiului compozițional. Fondul este făcut uneori și cu alb, cu accente de griuri, sau de roșu vișiniu cu verde-oliv închis pentru complementaritate. Cromatica în general se rezumă la folosirea a patru tonuri, negrul fiind doar un accent folosit pentru suprafețe mici.
O particularitate evidentă a icoanelor din această zonă geografică, este absența din compoziție a liniilor albe, cu care se valorează suprafețele așternute uniform. Cu liniile albe, se punea de obicei în valoare linia neagră, rezultatul vizual fiind o linie mai mlădioasă a desenului.
Ramele de lemn sunt băițuite și au în interior un profil format din cavete și șanțuri de mărimi diferite.